# Ernest John Moeran
Ernest John Moeran (31. december 1894 – 1. december 1950) var en engelsk komponist. Begyndte at studere i 1913, men blev afbrudt af 1. verdenskrig. Efter krigen genoptog han studierne under Ireland som sammen med Delius påvirkede hans tidlige værker stærkt, i det hele taget kan man høre påvirkning fra mange komponister i hans værker. Et karakteristisk værk og en god tilgang til hans musik er hans Sinfonietta fra 1944. Har også skrevet 2 symfonier, den anden er ufuldendt, men er blevet færdiggjort og indspillet i 2012.

## Udvalgte værker
- Symfoni I G-mol (nr. 1) "Dedikeret til Sir Hamilton Harty" (1937) - for orkester
- Symfoni nr. 2 (i Eb-mol) (ufærdige skitser: c.1939-1950, realiseret og afsluttet af Martin Yates i 2011) - for orkester
- Sinfonietta "Dedikeret til Arthur Bliss" (1944) - for orkester
- Serenade i G-dur (1948) - for orkester
- Violinkoncert (1942) - for violin og orkester
- Cellokoncert (1945) - for cello og orkester
- "To stykker" (1931) - for kammerorkester
- Tre Rapsodier (1922, 1924, Rev. 1941, 1943) - (nr. 1 og 2 : for orkester, nr. 3: for klaver og orkester)

## Ekstern henvisning
- Worldwide Moeran Database Arkiveret 23. marts 2005 hos  Wayback Machine af Andrew Rose, indeholder en mere omfattende biografi og en komplet liste over Moerans værker (på engelsk)